# Siderostigma
Siderostigma är ett släkte av fjärilar. Siderostigma ingår i familjen Lecithoceridae.
Kladogram enligt Catalogue of Life:
| Siderostigma | \| \| Siderostigma symbolica \| \| \| \| \| \| Siderostigma triatoma \| \| \| \| |
|              | \| \| Siderostigma symbolica \| \| \| \| \| \| Siderostigma triatoma \| \| \| \| |
|              | Siderostigma symbolica                                                           |
|              |                                                                                  |
|              | Siderostigma triatoma                                                            |
|              |                                                                                  |